# Война с наркотиками на Филиппинах
Война с наркотиками на Филиппинах началась с приходом к власти нового президента Филиппин Родриго Дутерте в июле 2016 года. Всего за несколько недель с её начала было убито около 2 тысяч человек, за несколько месяцев свыше 3,5 тыс. человек. К августу 2016 года, по заявлениям властей страны, около 600 000 наркоторговцев сдались правоохранительным органам, чтобы не быть убитыми в ходе антинаркотической кампании правительства.
По информации западных СМИ, полиция и «народные дружины» активно применяли внесудебные казни в отношении предполагаемых наркоторговцев. Действия властей Филиппин вызвали жесткую критику ООН, США и Евросоюза за нарушения прав человека. В ответ филиппинский президент Родриго Дутерте сделал несколько резких заявлений в адрес ООН, США и ЕС, призвал не вмешиваться во внутренние дела его страны и пригрозил выйти из ООН. На фоне резкого ухудшения отношений с Западом, Дутерте решил изменить приоритеты внешней политики Филиппин, взяв курс на сближение с Россией и Китаем.

## Фон

### Ситуация в регионе
Для многих стран Азиатско-Тихоокеанского региона характерно жёсткое законодательство в отношении наркотиков. В частности, за наркоторговлю смертная казнь предусмотрена в Индонезии, Китае, Вьетнаме, Сингапуре, Малайзии, Таиланде. В разное время в этих государствах проходили масштабные кампании по войне с наркотиками. Так, в 80-е гг. XX века волна внесудебных казней подозреваемых в торговле наркотиками прокатилась по Индонезии, когда за два года — с 1983 года по 1985 год — были убиты тысячи человек. В 2003 году в Таиланде за один месяц антинаркотической кампании были убиты 1200 человек, 13 тысяч арестованы и ещё 36 тысяч сдались полиции.

### Ситуация с наркотиками на Филиппинах
В 2002 году президент Филиппин Глория Арройо подписала закон, предусматривающий ужесточение наказаний владельцам наркотиков, введя смертную казнь за обладание 10 г героина или 50 г метамфетамина. Ранее высшая мера наказания предусматривалась за хранение свыше 200 г метамфетамина и 40 г героина. Этот закон являлся частью правительственной кампании, направленной на разгром растущего в стране наркобизнеса, пытавшийся превратить Филиппины в региональный центр распространения наркотиков. В 2006 году смертная казнь на Филиппинах была отменена.
В 2014 году из всех изъятых в стране наркотиков 8,9 % приходились на коноплю, а 89 % — на метамфетамины. За свою популярность среди жителей Филиппин, «шабу» — местную разновидность метамфетамина — называли «наркотиком филиппинцев». Первоначально он производился лишь на Филиппинах и в Индонезии, однако со временем география распространения наркотика расширилась, достигнув Ирана и Европы. В 2009—2014 годах Филиппины входили в пятёрку стран, куда из Латинской Америки доставлялся кокаин.
По некоторым оценкам, к 2016 году на Филиппинах насчитывалось около 3 миллионов наркозависимых, а в бедных районах от наркотиков зависит до 35 % населения. При этом стоимость метамфетамина на чёрном рынке упала до 22 долларов за грамм. Тем самым наркотик становился всё более доступным для широких масс населения.

## Антинаркотическая кампания Родриго Дутерте
Борьбу с наркоторговлей филиппинский политик Родриго Дутерте начал будучи мэром города Давао. За 22 года пребывания на этой должности у Дутерте сложился имидж непримиримого борца с организованной преступностью и наркоторговлей. В период его работы на посту градоначальника было убито более тысячи человек, которые, по данным полиции, были связаны с криминальным миром. За свои методы борьбы с преступностью Дутерте получил прозвище «Каратель» (англ. The Punisher).

## Привлечение Родриго Дутерте к отвественности
11 марта 2025 года Дутерте был арестован в аэропорту Манилы по прибытии из Гонконга. Ордер на арест был выдан Международным уголовным судом по обвинению в преступлениях против человечности в ходе борьбы с наркоторговлей.